# كتاب النواميس
كتاب النواميس هو كتاب عربي عن السحر كُتب في أواخر القرن التاسع في وسط صابئي. وهو يُزعم زورًا أنه من أعمال أفلاطون. لم يبقَ النص العربي الكامل، لكن توجد ترجمة لاتينية كاملة من القرن الثاني عشر، تُعرف باسم Liber vaccae أو كتاب البقرة.
ينقسم العمل إلى كتابين يحتوي كلّ منهما على 45 و40 فصلًا على التوالي. يحتوي كل فصل على تجربة سحرية أو وصفة، تشمل خلق حيوانات عاقلة أو هجينة، وخلق ظواهر في السماء، والسيطرة على المطر أو الأشجار، واكتساب الحكمة، والتأثير على حاسة البصر، وخلق أضواء لا تنطفئ، وتحقيق الأمنيات، ورؤية الأرواح، وإخضاع الحيوانات، والتلاعب بالنار، وصنع بذور وأحبار معجزة.

## العنوان
العنوان الأصلي للكتاب هو كتاب النواميس، غالبًا ما يُترجم للغات الأخرى بعنوان كتاب القوانين، إذ أن نواميس هو جمع كلمة ناموس، وهي نقل صوتي من الكلمة اليونانية nomos (قانون). وقد اختير هذا العنوان ليبدو أصيلًا، نظرًا لوجود عمل أصيل لأفلاطون بعنوان القوانين. غير أن المصطلح العربي نواميس أصبح فيما بعد يعني "الأسرار"، وهذا ما تعتمده القواميس في العصور الوسطى. وتقترح ليانا سيف أن "كتاب الأسرار المقدسة" هو ترجمة أفضل بدلًا من القوانين لـ كتاب النواميس والتي تعكس محتواه بدقة.
في الترجمة اللاتينية، انتشر الكتاب تحت عدة عناوين. كان العنوان الأصلي للترجمة Liber aneguemis، حيث تُعد الكلمة الأخيرة مجرد نقل صوتي لـ al-nawāmīs. وقد تحورت أحيانًا إلى Liber neumich. والعنوان البديل Libri institutionum (ومتغيرات مثل Liber institucionum activarum) هو محاولة للترجمة. كما تُستمد عناوين أخرى من محتويات العمل؛ فـ Liber tegimenti يُشير إلى المقدمة، حيث يُقال إن العنوان الأصلي (كتاب النواميس) هو tegimentum (غطاء) يخفي المعنى الحقيقي. ويبدو أن Liber regimenti، العنوان الوارد في De mirabilibus mundi، هو تحريف لذلك. وتشير التسمية Liber vaccae ("كتاب البقرة")، التي اختارها بيكو ديلا ميراندولا، إلى التجربة الأولى التي تتضمن بقرة.

## النوع
وفقًا للتصنيفات في العصور الوسطى، يُصنّف كتاب النواميس ضمن أعمال السحر الطبيعي [الإنجليزية] على عكس السحر الطقسي [الإنجليزية]، ؛ بمعنى أنه "يعتمد فقط على استغلال القوى الخفية للطبيعة" ولا يشمل التعامل المباشر مع الشياطين أو الأرواح الأخرى.
استخدم العلماء المعاصرون العديد من المصطلحات. وبالنظر إلى المواد المستخدمة والنتائج النهائية لتجارب العمل، يمكن تصنيفه ضمن "السحر العضوي". كما أن إجراءاتّه المعقدة وتركيزه على العجائب والعروض تجعله من أعمال "السحر الخادع" بدلاً من السحر العرائفي. ويصفه ديفيد بنجري [الإنجليزية] بأنه "السحر النفسي" بسبب استخدامه لأجزاء من الجسد وسوائل يُعتقد أن الأرواح تسكنها.

## تاريخ ومكان النشأة
تم إنتاج كتاب النواميس على يد الصابئة من حران في أواخر القرن التاسع. وأول إشارة معروفة إليه توجد في عمل المنحول الجابري (بالإنجليزية: Pseudo-Jābirian) من أوائل القرن العاشر. ويقترح روبرت غولدينغ أن الكتاب الثاني قد تم تأليفه بشكل منفصل وأُضيف إلى الأول في وقت مبكر.
تدّعي المقدمة زورًا أن العمل هو ترجمة حنين بن إسحاق لملخص جالينوس لكتاب القوانين لأفلاطون. ويوجد ترجمة فعلية أو تكييف لكتاب القوانين لأفلاطون، مستندًا إلى ملخص جالينوس ومنسوبًا إلى حنين، محفوظ جزئيًا، لكن لا توجد ترجمة كاملة معروفة. وكان الهدف من هذا التزوير أن "يأمل مؤلفوها المجهولون في إعطاء وزن إضافي لسلطة أعمالهم". ومع ذلك، تأثرت الديانة الوثنية للصابئة بالأفلاطونية المحدثة. كما أن بعض الكلمات في النص العربي هي بوضوح نقل صوتي لكلمات يونانية.
اعتبر أقدم الكتابات اللاتينية التي تناولت العمل نسبته إلى أفلاطون مشكوكًا فيها؛ فقد انتقدها كلٌّ من ويليام أوفيرن [الإنجليزية] (توفي عام 1249) ونيكول أورسمه (توفي عام 1382). كما رفضها بيكو ديلا ميراندولا بشكل قاطع، واصفًا العمل بأنه "مملوء بالأحلام البغيضة والهراء، لا يختلف ابتعادها عن أفلاطون عن بعد هذه الأشياء الرهيبة عن لياقة وحكمة أفلاطون".

## المُلخّص

بداية كتاب النواميس (باللاتينية: Liber vaccae) في المخطوط الفاتيكاني

بعد المقدمة، ينقسم كتاب النواميس إلى كتابين يُطلق عليهما maior (الأكبر) وminor (الأصغر). يحتوي العمل على 85 فصلًا تضم تقريبًا نفس العدد من "التجارب"، إذ يحتوي الكتاب الأول على 45 فصلًا والثاني على 40 فصلًا. بعض النسخ الناجية تفتقر إلى الفصل 26، ويبدو أن الفصول 39 و40 هي إضافات لاحقة.
تُنظم التجارب موضوعيًا. تحدد صوفي بيج عشر مجموعات (إلى جانب ثلاثة فصول منعزلة) في الكتاب الأول كما يلي:
1. الفصول 1–4: تجارب لخلق مخلوقات.[17]
2. الفصول 5–11: عمليات تبخير (suffumigation) لخلق عجائب سماوية.[17]
3. الفصول 12–15: تجارب للتأثير على المطر.[17]
4. الفصول 16–20: تجارب لـ "كيفية تكييف المنازل بحيث تكون ذات مظهر مدهش أو بحيث يحظى الداخلون بتجارب رائعة".[17]
5. الفصول 21–23: تجارب لجعل الأشجار تنبض بالحياة.[17]
6. الفصول 24–26: تجارب لاكتساب الحكمة والمعرفة السرية.[17]
7. الفصل 27: تجربة منفردة لخلق مخلوق هجين.[17]
8. الفصول 28–31: وصفات لمراهم تؤثر على بصر المجرب أو الآخرين.[17]
9. الفصل 32: لا يحتوي على تجربة، بل يصف الأصليين لحملة كلمة نواتيس بأنهم يمارسون عبادة الأجرام السماوية.[17]
10. الفصول 33–36: تجارب لخلق أضواء لا تنطفئ.[19]
11. الفصول 37–41: تجارب لخلق السعادة وتحقيق الأمنيات.[11]
12. الفصول 41–44: وصفات لمراهم تتيح رؤية الأرواح، بما في ذلك الشياطين.[11]
13. الفصل 45: تبخير لجعل الحيوانات خاضعة.[11]

بينما يتناول الكتاب الأول السيطرة على الحياة العقلانية والحيوانية والتواصل مع الأرواح، فإن الكتاب الثاني يُعنى بـ "السحر المنزلي المتواضع أو الخدع الترفيهية، لإثارة الدهشة وتقديم المتعة." تتركز تجارب الكتاب الثاني في الغالب على النار وتلاعبها (مثل الشموع التي تُحدث أوهامًا بصرية)، على الرغم من أن الفصول 1–3 والفصول 28–30 تتناول على التوالي بذورًا وأحبارًا مدهشة.

## الاستقبال والتفسير
لا يقدم كتاب النواميس أي أسباب أو أسس لتجاربها. فهو يفتقر إلى "وصف مفصل لأسسه النظرية". تُعتبر أول محاولة لتفسير هذه التجارب هي العمل غاية الحكيم، وهو كتاب سحري مجهول من القرن الثاني عشر. بعد تلخيص محتويات الكتاب الأول من كتاب النواميس، يوضح هذا العمل أن السحر يعمل "بواسطة تأثير الصور، واستغلال القوى الروحية، وزرع قواها في الأشكال الثابتة المكونة من المواد الأولية بحيث تتحول إلى أشكال روحية متحركة تُحدث تأثيرات مدهشة." وفقًا لديفيد بنجري، الفكرة الأساسية هي أن الأرواح يمكن أن تُزرع في أجسام مادية مما يسمح لها بالحركة، وستعتمد التأثيرات الناتجة على نوع الأرواح والأجسام المدمجة معًا. يستمد هذا المبدأ من عبارة في القوانين لأفلاطون، التي يُقتبس منها في مقدمة كتاب النواميس، مفادها أن الروح "هي سبب التغيير وكل الحركة في جميع الأشياء".
أقرب نص عربي منسوخ إلى كتاب النواميس هو بعنوان مصادر الحقائق وتوضيح المسارات، الذي كتبه الكيميائي أبو القاسم العراقي في القرن الثالث عشر، ويحتوي على 26 فصلًا تتوافق مع فصول كتاب النواميس.
باعتباره عملاً من أعمال السحر الطبيعي، تجنب كتاب النواميس الاعتراضات المسيحية التقليدية على السحر باعتباره شيطانيًا. ومع ذلك، كان استقباله في الغرب سلبيًا عمومًا. فقد اعترض ويليام أوفيرن، دون إنكاره لفعالية السحر، على أهدافه؛ إذ كانت "قوانين أفلاطون" (leges Platonis) تتعارض مع قوانين الطبيعة. وأبدى نيكول أوريه رأيًا مشابهًا، على الرغم من أنه اعترض تحديدًا على استخدام السائل المنوي والسموم ومخاليط "الممقرفة" أخرى في السحر، بينما كان استخدام الحجر والمادة النباتية مقبولًا. ومع ذلك، أبى مؤلف De mirabilibus mundi المجهول على إبداء مثل هذا النقد، إذ كان يثني على قيمة الكتاب.

## الترجمات، المخطوطات والإصدارات
لم يُحفظ النص العربي إلا جزئيًا. يمكن العثور على شظية قصيرة من ثلاث صفحات في نهاية المخطوط العربي 2577 في باريس، المكتبة الوطنية الفرنسية، يحتوي على ثلاث عمليات تبخير فقط. وقد أفاد بول كراوس عن شظية أطول قليلًا من مخطوط مملوك لعائلة الحنجي في القاهرة، ولكن موقعه الحالي غير معروف، ولا يُعلم إن فُقد أو لا زال موجودًا. طُبع النص الباريسي بواسطة أبسطار شاووش في عام 2006. نُشرت طبعة جديدة مع ترجمة إنجليزية في عام 2023.
يُعرف كتاب النواميس أساسًا من خلال حركة الترجمة اللاتينية للعلوم الإسلامية من العربية في إسبانيا في أواخر القرن الثاني عشر. هوية المترجم غير معروفة. تُستشهد أول مرة بالنسخة اللاتينية في أعمال ويليام أوفيرن في العشرينيات من القرن الثالث عشر. وبحلول الأربعينيات من القرن الثالث عشر، وُجدت نسخة منها في مكتبة ريتشارد فورنيفال [الإنجليزية].
يوجد 14 مخطوطًا كاملًا أو جزئيًا للنسخة اللاتينية، وجميعها يعود تاريخها إلى الفترة ما بين حوالي 1200 و1500. أقدم نسخة كاملة هي CLM 22292 في المكتبة البافارية الحكومية في ميونيخ، من حوالي عام 1200. وقد تم طباعة مخطوط لاتيني واحد—II.iii.214 من المكتبة الوطنية المركزية في فلورنسا في فلورنسا. كان ديفيد بنجري يُعدّ طبعة للنص اللاتيني وقت وفاته في عام 2005؛ وقد انتقلت أوراقه إلى الجمعية الأمريكية للفلسفة ولم تُنشر الطبعة بعد، ولكنها تعتبر الكتاب مهمًّا جدًّا لفهم الحضارة الإسلامية وتسامحها.
ترجمت النسخة اللاتينية إلى العبرية في القرن الرابع عشر. تتخطى النسخة العبرية التجارب الأولى. ويوجد مخطوط واحد للنسخة العبرية، وهو الآن Codex Hebraicus 214 في المكتبة البافارية الحكومية.